# Festival Coral del Atlántico
El Festival Coral del Atlántico es un evento cultural celebrado en Isla Cristina, en el suroeste español, de forma anual tras las celebraciones patronales del Rosario, día 7 de octubre, patrona de la ciudad. La sede del festival es la iglesia de Nuestra Señora de los Dolores, cuyo coro es usado para el canto coral.
Fue fundado en 1987 por el músico y director Vicente Sanchis Sanz en colaboración con el Ayuntamiento de Isla Cristina. La ausencia de música instrumental predomina en este festival, no obstante, en diversas ocasiones la Coral Polifónica de Isla Cristina ha añadido acompañamiento instrumental.

## Agrupaciones
Actúan coros de voces blancas y otros, de la propia ciudad de Isla Cristina y también desde hace más de una década de países del este de Europa, como Bulgaria o Hungría. Durante los tres días que suele durar el festival, coincidiendo normalmente con un fin de semana, las agrupaciones de más calado se reservan para las últimas representaciones.